# Oy-Mittelberg
Oy-Mittelberg is een gemeente in de Duitse deelstaat Beieren, gelegen in het Landkreis Oberallgäu. De gemeente telt 4.654 inwoners.
In het dorp Petersthal een kerk, gebouwd in barokstijl.